# Hydroporus mannerheimi
Hydroporus mannerheimi är en skalbaggsart som beskrevs av J. Balfour-browne 1944. Hydroporus mannerheimi ingår i släktet Hydroporus och familjen dykare. Inga underarter finns listade i Catalogue of Life.